# Beaufortia bracteosa
Beaufortia bracteosa är en myrtenväxtart som beskrevs av Friedrich Ludwig Diels. Beaufortia bracteosa ingår i släktet Beaufortia och familjen myrtenväxter. Inga underarter finns listade i Catalogue of Life.